# Поинтингов вектор
Поинтингов вектор у електромагнетизму је вектор који се добија из Поинтингове теореме о одржању енергије у електромагнетном пољу и има значење трансферзалног протока енергије у односу на раван сачињену од временски променљивог електричног и магнетног поља.
Поинтингов вектор {\displaystyle \mathbf {S} } је:
{\displaystyle \mathbf {S} =\mathbf {E} \times \mathbf {H} }
где је {\displaystyle \mathbf {E} } јачина електричног поља, а {\displaystyle \mathbf {H} } јачина магнетног поља.

## Поинтингова теорема
Поинтингов вектор изражен у облику преко јачине електричног и јачине магнетног поља се добија из Поинтингове теореме.

### Енергетски флукс
Укупан флукс енергије кроз дату запремину {\displaystyle V}  је површински интеграл:
{\displaystyle \iint _{A}\mathbf {S} \cdot d\mathbf {A} }
који се преко Гаусове теореме о дивергенцији може записати преко запреминског интеграла:
{\displaystyle \iint _{A}\mathbf {S} \cdot d\mathbf {A} =\int _{V}\nabla \cdot \mathbf {S} dV}
Одавде је густина енергетског флукса:
{\displaystyle \nabla \cdot \mathbf {S} }

### Промена густине електромагнетне енергије у времену
Густина електромагнетне енергије је:
{\displaystyle u=\mathbf {E} \cdot \mathbf {D} +\mathbf {H} \cdot \mathbf {B} }
где су {\displaystyle \mathbf {D} } електрична индукција, а {\displaystyle \mathbf {B} } магнетна индукција:
{\displaystyle \mathbf {D} =\epsilon _{0}\mathbf {E} ,\quad \mathbf {H} ={\frac {\mathbf {B} }{\mu _{0}}}}
Налажењем временског извода густине електромагненте енергије {\displaystyle u}, добија се:
{\displaystyle {\frac {\partial u}{\partial t}}={\frac {1}{2}}\left(\mathbf {E} \cdot {\frac {\partial \mathbf {D} }{\partial t}}+\mathbf {D} \cdot {\frac {\partial \mathbf {E} }{\partial t}}+\mathbf {H} \cdot {\frac {\partial \mathbf {B} }{\partial t}}+\mathbf {B} \cdot {\frac {\partial \mathbf {H} }{\partial t}}\right)=\mathbf {E} \cdot {\frac {\partial \mathbf {D} }{\partial t}}+\mathbf {H} \cdot {\frac {\partial \mathbf {B} }{\partial t}}}
Како би се десна страна израза преписала преко само јачине електричног поља {\displaystyle \mathbf {E} } и јачина магнетног поља {\displaystyle \mathbf {H} }, могу се користити Максвелове једначине и тиме се магнетна индукција {\displaystyle \mathbf {B} } може изразити преко {\displaystyle \mathbf {E} }:
{\displaystyle {\frac {\partial \mathbf {B} }{\partial t}}=-\nabla \times \mathbf {E} \ \rightarrow \ \mathbf {H} \cdot {\frac {\partial \mathbf {B} }{\partial t}}=-\mathbf {H} \cdot \nabla \times \mathbf {E} }
а електрична индукција {\displaystyle \mathbf {D} } преко {\displaystyle \mathbf {H} }:
{\displaystyle {\frac {\partial \mathbf {D} }{\partial t}}+\mathbf {J} =\nabla \times \mathbf {H} \ \rightarrow \ \mathbf {E} \cdot {\frac {\partial \mathbf {D} }{\partial t}}+\mathbf {E} \cdot \mathbf {J} =\mathbf {E} \cdot \nabla \times \mathbf {H} }
Одавде се добија да израз за промену густине електромагнетног поља у времену:
{\displaystyle {\frac {\partial u}{\partial t}}=\mathbf {E} \cdot {\frac {\partial \mathbf {D} }{\partial t}}+\mathbf {H} \cdot {\frac {\partial \mathbf {B} }{\partial t}}=\mathbf {E} \cdot \nabla \times \mathbf {H} -\mathbf {H} \cdot \nabla \times \mathbf {E} -\mathbf {J} \cdot \mathbf {E} }
где је {\displaystyle \mathbf {J} } густина струје.

### Одржање енергије
У произвољној запремини простора {\displaystyle V}, на основу закона о одржању енергије, збир промене густине електромагнетне енергије у јединици времена {\displaystyle {\frac {\partial u}{\partial t}}} и густине енергетског флукса који протекне кроз ту запремину {\displaystyle \nabla \cdot \mathbf {S} }, једнак је негативном раду у јединици времена на премештању слободних и споља унетих наелектрисања у тај простор {\displaystyle \mathbf {J} \cdot \mathbf {E} }, тако да важи:
{\displaystyle {\frac {\partial u}{\partial t}}+{\displaystyle \nabla \cdot \mathbf {S} }=-\mathbf {J} \cdot \mathbf {E} }
Одавде се добија да је:
{\displaystyle {\begin{aligned}-\nabla \cdot \mathbf {S} &={\frac {\partial u}{\partial t}}+\mathbf {J} \cdot \mathbf {E} \\&=\left(\mathbf {H} \cdot {\frac {\partial \mathbf {B} }{\partial t}}+\mathbf {E} \cdot {\frac {\partial \mathbf {D} }{\partial t}}\right)+\mathbf {J} \cdot \mathbf {E} \\&=\mathbf {E} \cdot \nabla \times \mathbf {H} -\mathbf {H} \cdot \nabla \times \mathbf {E} \\\end{aligned}}}
Коначно, коришћењем векторског идентитета:
{\displaystyle \nabla \cdot (\mathbf {E} \times \mathbf {H} )=\mathbf {H} \cdot (\nabla \times \mathbf {E} )-\mathbf {E} \cdot (\nabla \times \mathbf {H} )}
добија се израз за Поинтингов вектор:
{\displaystyle \mathbf {S} =\mathbf {E} \times \mathbf {H} }